# الحباتلة (مناخة)

تعديل مصدري - تعديل

الحباتلة هي إحدى قرى عزلة مسار بمديرية مناخة التابعة لمحافظة صنعاء، بلغ تعداد سكانها 440 نسمة حسب تعداد اليمن لعام 2004.